# 広島藩

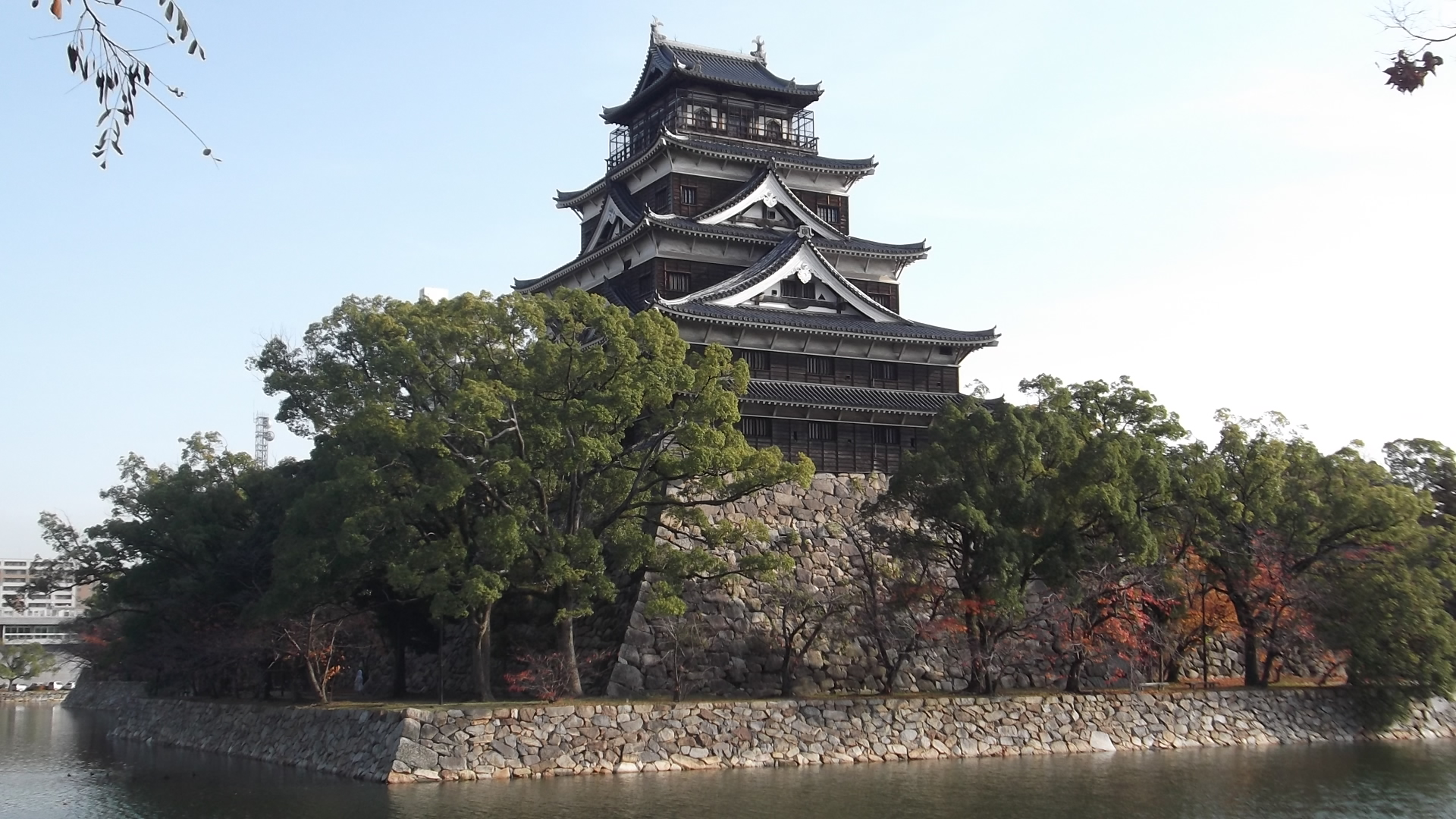
広島城

広島藩（ひろしまはん）は、安芸国一国と備後国の半分を領有した大藩（国主）。現在の広島県の大半を占める。藩庁は安芸国佐東郡（1664年に沼田郡に改称）広島（現在の広島県広島市中区基町）の広島城に置かれた。芸州藩（または安芸藩）と呼ばれることも多い。

## 先史（室町・安土桃山時代）
鎌倉時代末期に越後国刈羽郡（旧称：三島郡）佐橋荘（さはしのしょう）を領した毛利経光は、四男の時親に安芸国高田郡吉田荘（よしだのしょう – 高田郡吉田村吉田、現・広島県安芸高田市吉田町吉田）を分与し分家を立てさせた。時親の子・貞親、孫の親衡は越後に留まり安芸の所領は間接統治という形をとったが、南北朝時代に時親の曽孫・元春は安芸に下向し、吉田郡山城（よしだこおりやまじょう）において領地を直接統治するようになる。吉田荘に移った毛利氏は、室町時代に安芸国の有力な国人領主として成長した。
毛利氏は戦国時代、安芸武田氏を討って安芸を平定すると、大内義長を滅ぼし、尼子義久を降伏させて中国地方の大半（一時は九州の一部にも及ぶ）を領する大大名となる。天正19年（1591年）には広島城が築城されて毛利氏の居城となり、広島は政治・経済の中心地となった。
しかし、慶長5年（1600年）、関ヶ原の戦いで西軍の総大将として参戦し敗戦した毛利輝元は、戦後に山陰・山陽の120万5千石から防長二国（長州藩・現在の山口県）29万8千石に減封された。

## 藩史

### 福島家の時代

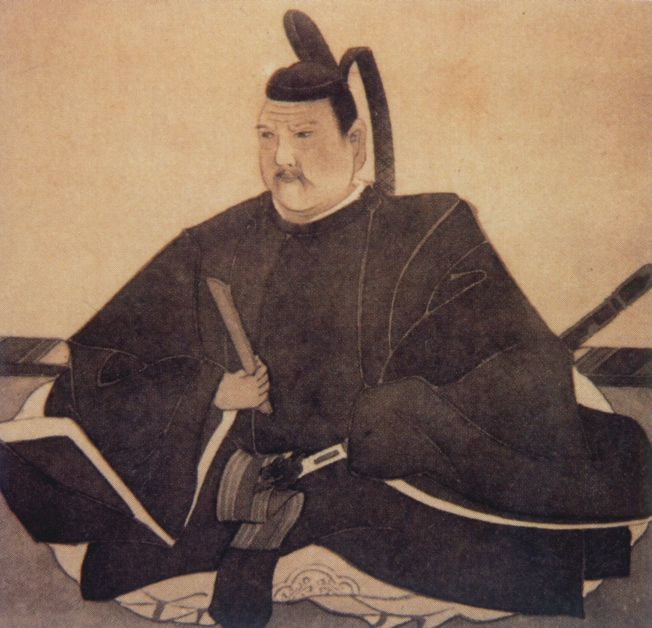
浅野長晟

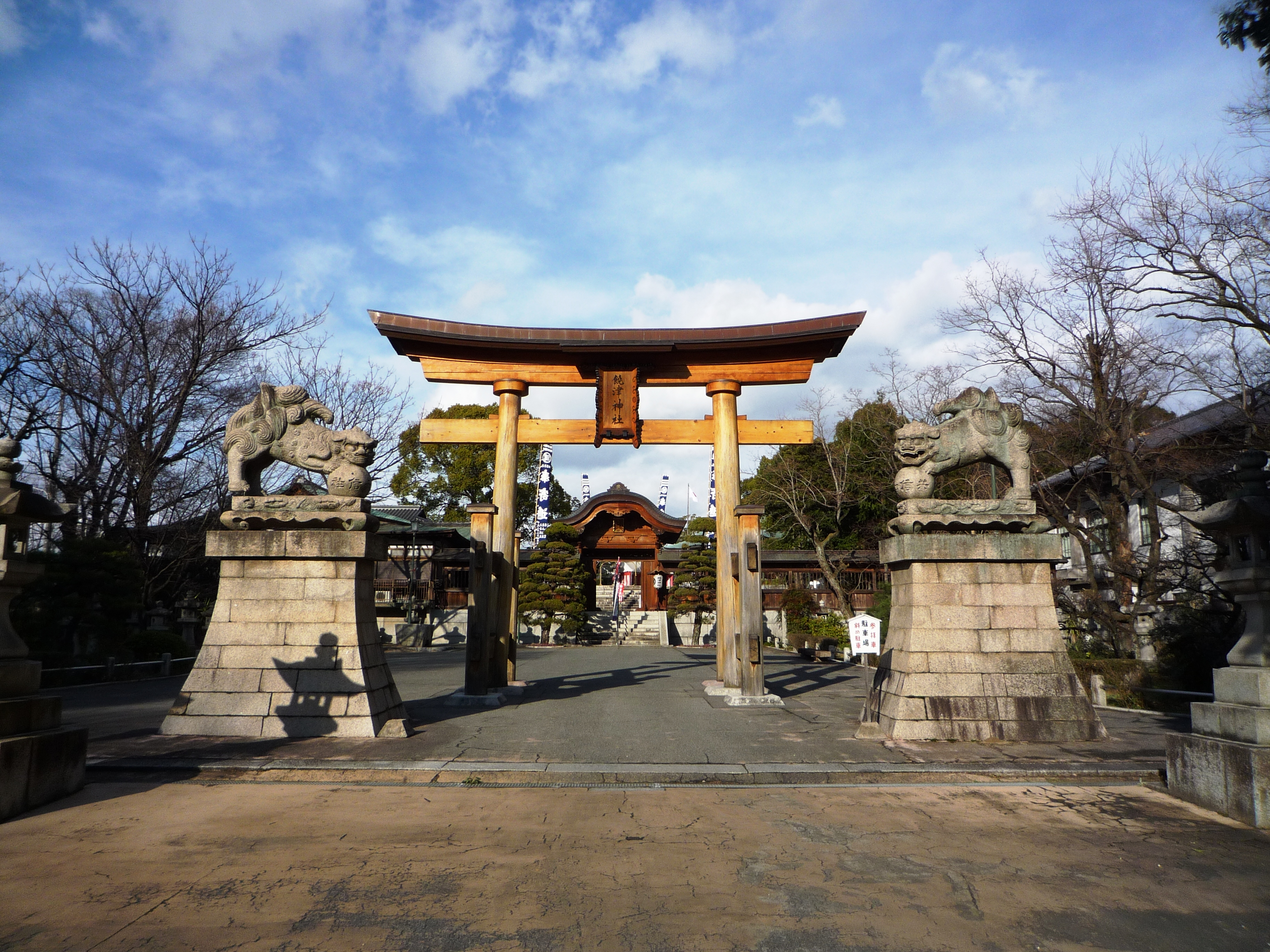
饒津神社

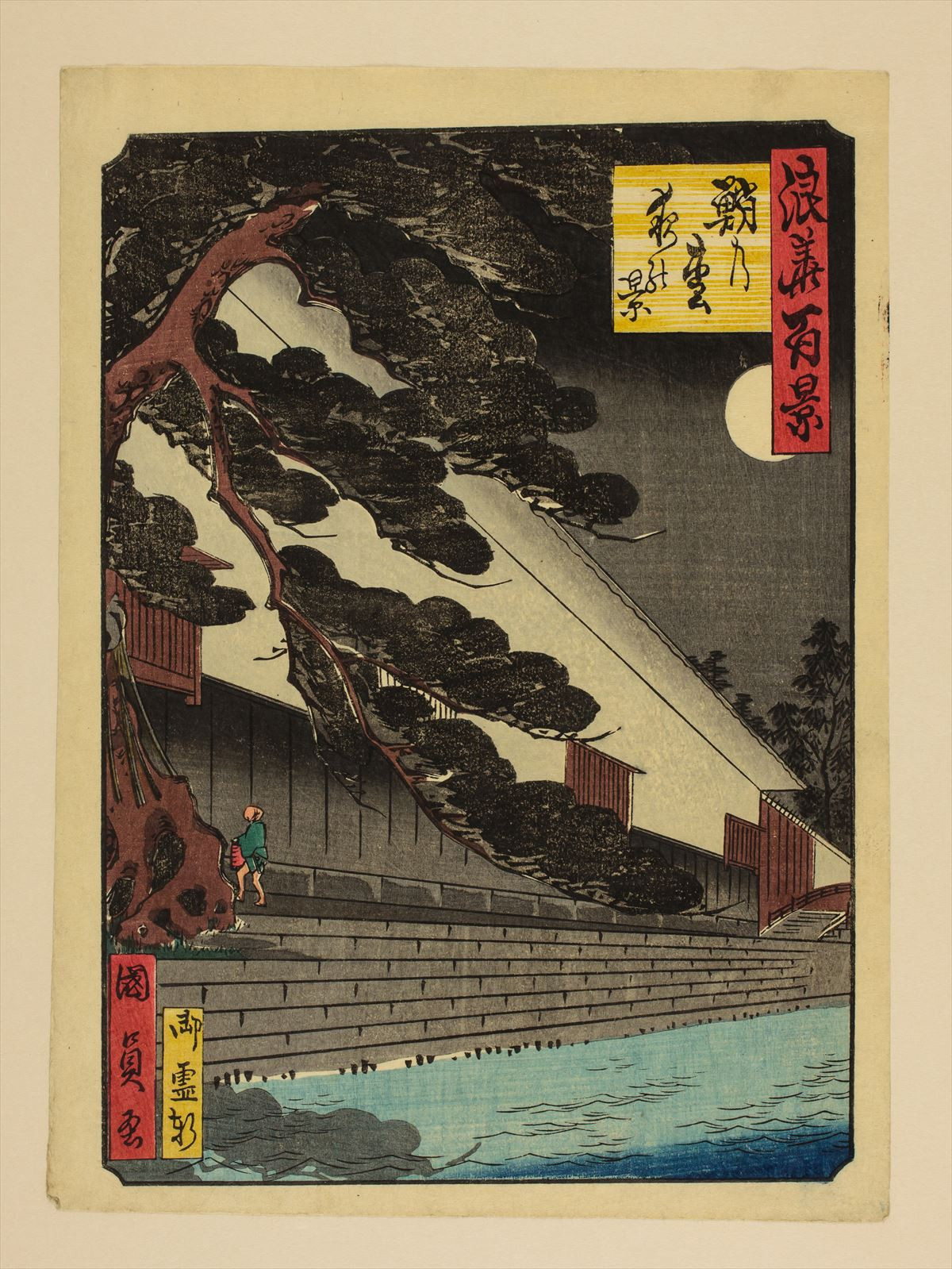
中之島_(大阪府)にあった広島藩蔵屋敷の松。福島正則が植えたと言われ、タコの姿に似ていることから名所となっていた（『浪花百景』鮹の松夜の景)。描かれた白壁は隣接の久留米藩蔵屋敷。

毛利家のあとは安芸・備後2か国40万2千150石の太守として、尾張国清洲より福島正則が入封した。正則は慶長6年（1601年）から再検地を実施し、高直しで49万8000石の朱印高を得た。毛利家時代に不徹底に終わった兵農分離・石高制の移行を行った。しかし安芸は土豪の勢力が根強かったことから、一部に妥協して郷士制も残している。また、城下町の建設や国内産業の発展なども正則の時代に行われ、広島藩の藩政が確立した。
慶長20年閏6月13日（1615年8月7日）、一国一城令により、安芸国は広島城、備後国は神辺城（村尾城）を残し破却した（神辺城は、のちに福山城を築いて移った水野家により破却される）。備後国の三原要害（三原城）は、一城令より前に福島正之が追放されてから廃城となっていたが、発令後に福島家は破却した鞆城の櫓を密かに移築したとも言われる。
しかし正則は、大坂の陣が終わった後の元和5年（1619年）6月、洪水で損壊した広島城を無断改修した武家諸法度違反の咎により、大幅減封の上信濃国高井野藩（通称川中島藩）に転封された。

### 浅野家の時代
代わって紀州藩より、豊臣政権下で五奉行を務めた浅野長政の次男浅野長晟が安芸1国・備後8郡の国主大名として入封した。芸備2国の福島領より狭少だったが、42万6000石の検知高を得て幕府から承認された。広島は大坂との瀬戸内海航路の海運に恵まれ、藩成立の早期より木材・鉄・紙などの専売を敷いた。また、米相場を巧みに利用し、自藩の米のみならず他藩の米を安く仕入れ、相場を見極めて売りさばき巨利を得て、「芸侯の商売上手」と江戸時代中期の学者・海保青陵（儒学・経済学）より評された。
長晟は福島家時代の政策を踏襲するが、その一方で土豪に対しては厳しい態度で臨み、統治機構の近代化を目指した。
第2代藩主・光晟（長晟の次男）は徳川家康の外孫であったため、幕府の許しを得て光晟の庶兄・浅野長治に5万石を分与した。これが支藩である三次藩の立藩であり、三次陣屋が置かれた。光晟は街道整備に尽力し、また松平姓を名乗ることも許された。
第3代藩主・綱晟（光晟の長男）は正室、継室にいずれも九条道房の娘を迎えている。道房の母は豊臣秀勝の娘である豊臣完子であり、以降の浅野宗家は豊臣家の血を女系で受け継ぐことになる。
第4代藩主・綱長（綱晟の長男）時代の元禄14年（1701年）、分家の赤穂藩主・浅野長矩が刃傷事件を起こすに至ったが、この事件を受けて広島藩は、事が大きくなって浅野本家に一族連座するのを避けるため、進藤俊重、小山良速など赤穂藩重臣たちの親族の藩士を次々と赤穂藩へ派遣して開城圧力をかけたり、その後の大石良雄の盟約にも切り崩しをはかり、進藤俊式や小山良師ら大石側近を説得して脱盟させている。もっとも、討ち入りそのものの阻止は出来なかった。
宝永3年（1706年）に義士遺族の放免が行われたのち、大石良雄の三男・良恭や小山氏・萱野氏など赤穂藩の旧臣を召抱えるようになった。藩では浅野家との婚姻により、大石家を一門化しようとしたがことごとく失敗し、藩主の不興を買った大石家は減封・絶家・再興・除籍・他家からの養子入りが繰り返された。ほかに武林氏（隆重の兄の家系）が絶家となっている。
また、赤穂藩の藩札回収に広島本家と三次藩からの多額の援助が行われ、赤穂藩の断絶後に鴻池家からの借財が桁違いに増加している。延宝8年の赤穂藩藩札が広島藩（現在は広島市）に残っており、浅野本家からの援助があった裏付けとなっている。このような事情もあり、綱長時代の藩政は商品経済の発達による藩財政の行き詰まりが顕著になったため、家臣団の知行削減や藩札の大量発行が行われた。
こうして江戸時代中期になると、財政は悪化に転じた。第5代藩主・浅野吉長（綱長の長男）は家老から実権を奪い返して親政を試み、有能な人材登用、「郡方新格」による郡村支配の強化を目指して藩政改革を試みたが、郡村支配の強化は反発を招いて享保3年（1718年）3月に大規模な一揆にあい、失敗に終わった。なお、享保5年（1720年）5月に三次藩浅野家が断絶したため、享保15年（1730年）3月に吉長は弟の長賢に蔵米3万石を分与して、新田分知（広島新田藩）を立藩し、本家の継嗣が断絶した際に備えた。また享保10年（1725年）、藩校として「講学所」を創始した。幕府寄りの浅野家では朱子学が藩学とされ、山鹿流などの古学は排斥されている。
第6代藩主・宗恒（吉長の長男）は宝暦の改革と言われる藩政改革に着手して成功を収め、財政が好転する。第7代藩主・重晟（宗恒の長男）は緊縮財政政策を採用し、徹底した諸制度の簡素化や綱紀の粛正を図り、これも成功したが、天明期に相次ぐ洪水や旱魃、冷害、虫害などによる凶作・飢餓に悩まされ、結局のところ、財政は悪化した。しかも天明6年（1786年）には打ちこわしも起こっている。第8代藩主・斉賢は、重晟の長男である。
第9代藩主・斉粛（斉賢の長男）は、第11代将軍・徳川家斉の娘・末姫との婚儀、饒津神社の造営、幕府の手伝い普請、凶作が相次ぎ、幕末になると藩財政は窮乏の一途をたどった。このため斉粛は殖産興業の実施・藩内産物の専売制の強化を行った。しかし藩札の濫発による物価騰貴、専売制の反対一揆などが相次ぎ、さらに藩政改革の手法をめぐって家臣団で対立まで起こり、改革は事実上頓挫した。第10代藩主・慶熾は、斉粛の長男である。
第11代藩主・長訓（重晟の孫）は先代からの藩政改革を受け継ぎ、文久2年（1862年）、辻将曹を家老に抜擢し文久の改革を行った。藩政機構・支配体系の中央集権化を図り、財政を強化し軍備を近代化し、成功をみた。長州征討で広島は最前線基地となり、戦争景気に湧いた。しかし長州征伐そのものには否定的であり、幕府と長州藩の仲介を務める一方で、幕府が命じた長征の先鋒役を辞退している。
慶応2年（1866年）に第14代将軍・徳川家茂が死去し、第2次長征が事実上幕府軍の敗退に終わると、広島藩は次第に長州藩の影響を受けるようになり、慶応3年（1867年）には長州藩・薩摩藩と同盟を結び、倒幕に踏み切った。一方で、第15代将軍・徳川慶喜に大政奉還の建白を行うなどしたため、日和見藩として不信を招き、明治維新の主流からは外された形となった。しかし戊辰戦争では官軍に参加して戦った。
明治2年（1869年）6月、第12代藩主・長勲（重晟の曾孫）は版籍奉還により広島藩知事に任じられる。同年同月に明治政府に報告した藩の負債総額は374万2千290両であった。
明治4年（1871年）、廃藩置県により広島県となった。廃藩置県後の報告では藩札の未回収残が83万両余（銀札では17万9千482貫余）残っており、これらは明治政府により交換されることとなった。さらに広島藩（のち広島県）における重臣（勘定奉行ほか）による贋金作りが露見し、浅野長勲は二分金や金札が三原要害・東山屋敷・浅野忠英邸などにおいて製造されていたとの内容の報告書を提出し、関係者が処罰されている（長勲は不定期の謹慎）。
明治17年（1884年）、旧藩主・浅野家は侯爵となり華族に列し、家老三家は男爵となった。なお長勲は昭和12年（1937年）に96歳で死去するまで長寿を保ち、当時の報道媒体からは「最後の殿様」ともてはやされたという。
なお、支藩（分家）として三次藩、広島新田藩があった。また赤穂藩（元の常陸真壁藩、同笠間藩）も分家といわれる場合もあるが、正確には別家である。

## 歴代藩主

### 福島家

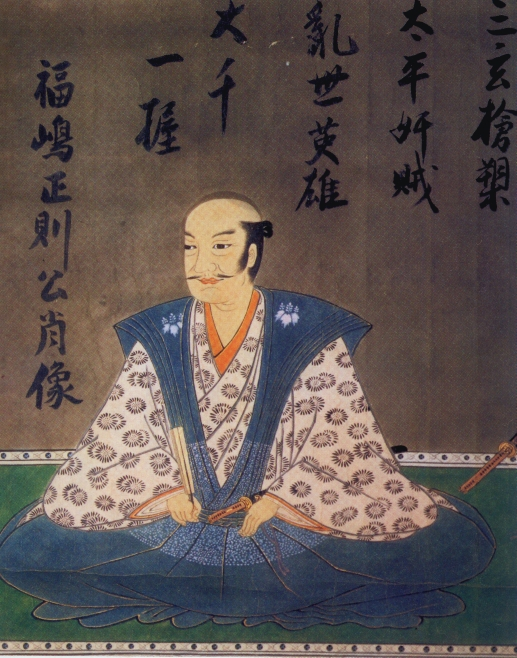
福島正則

外様 49万8000石 （1600年 - 1619年）
1. 正則

### 浅野家
外様 42万6000石 （1619年 - 1871年）
1. 長晟
2. 光晟
3. 綱晟
4. 綱長
5. 吉長
6. 宗恒
7. 重晟
8. 斉賢
9. 斉粛
10. 慶熾
11. 茂長
12. 長勲

## 支藩
- 三次藩
- 広島新田藩

### 真岡藩・真壁藩・笠間藩・赤穂藩
- 下野国真岡藩2万石（1601 - 1611年）
- 常陸国真壁藩5万石（1611 - 1622年）
- 常陸国笠間藩5万3500石（1622 - 1645年）
- 播磨国赤穂藩5万3500石（1645 - 1701年）、1671年に分家を2戸創設のため分地により5万石に変更
  - 浅野長重（浅野長政の三男）の系統。1701年に浅野長矩が吉良義央に対して殿中で刃傷に及び改易。長矩の弟・浅野長広が、宝永7年（1710年）に安房国のうちで500石に減封となったが旗本に復した。その後、長栄で男系は絶え、長楽の代で断絶した。

### 別流分家
- 若狭野浅野家（赤穂郡相生村）
浅野長恒が1671年に兄・長友から3000石を分与されて成立。
- 家原浅野家（加東郡[注釈 10]家原）
浅野長賢が同年、同じく3500石を分与されて成立。

## 家臣団
広島藩は外様の大藩に多い地方知行制を採用し、家臣の知行高は42万石余のうち、知行総高29万3千石を占めた。
寛永18年（1641年）以降、以下が三家老家として固定した。家老は自身の知行地を持つが、その陪臣（1万石で約150人）は知行地を賜わっていたものではなく、米を現物支給されていた。三原浅野氏の場合、およそ500人の陪臣を抱えていた（うち100石取り以上の士分が77人、ほかに徒士・足軽など）。

### 家老
- 三原浅野家（備後三原領3万石（現在の三原市）・藩主一門・三原要害[注釈 12]）・筆頭家老、維新後男爵
浅野忠吉（浅野長政の従弟）＝忠長－忠真－忠義－忠綏－忠晨＝忠正＝忠愛＝忠順＝忠敬＝忠＝敬五
- 東城浅野家（備後東城領1万石（現在の庄原市東城町）・藩主一門） 維新後男爵
浅野高勝（堀田高勝）－高英－高次－高尚＝高方－俊峰－高明＝道寧＝高景－高通＝高平＝道博＝道興＝道敏＝守夫
- 上田家（安芸小方領2万石・家臣） 維新後男爵
上田重安－重政－重次－重羽－義行－義従－義敷＝義珍－安虎－安世＝安節＝重美＝亀次郎

## 居城
- 広島城・三原要害（三原浅野家・一城令により「城」から改称。また、浅野領は福島領より狭小なため、神辺城は広島藩内ではない）
  - 福島家の時代、広島城のほか三原城・神辺城・鞆城・尾関山城・五品嶽城の5支城を持ったが、一国一城令により安芸国は広島城、備後国は神辺城以外の破却を幕府から命じられた[11]。

## 藩邸
- 浅野家の江戸藩邸（上屋敷）は桜田門近くにあり[12]（現在の総務省付近）、 『江戸図屏風』では、毛利家（長州藩）、上杉家（米沢藩）の西隣、井伊家（彦根藩）の東隣に並び、保科正之、酒井忠次と日比谷御門外の大名小路を挟んで対角線上の反対側に描かれている。桜田門外の変は松平市正（親良）[13]邸と広島藩邸裏門との間で発生している。
- 赤坂に中屋敷、青山に下屋敷があった。
  - 和歌山藩浅野家の時代、上屋敷は丸の内にあったが上記に移動した。また、拝領した大坂屋敷は召し上げられている（広島移封の後に蔵屋敷を自前で調達している）[注釈 13]。

## 菩提寺
浅野家は広島城下にある複数の寺を菩提寺に使用している（長晟は福島家の菩提寺を継承して国泰寺。光晟は日蓮宗の国前寺だったが、綱晟は日通寺。綱長の時には天台宗に改宗している）。現在、浅野長晟以降の歴代藩主および一族の墓所は、牛田町神田山の浅野家墓地（浅野山緑地）に移転している。また、吉長・重晟・長勲の墓は西区山手町の新庄山墓地にある。

### 5ヵ寺

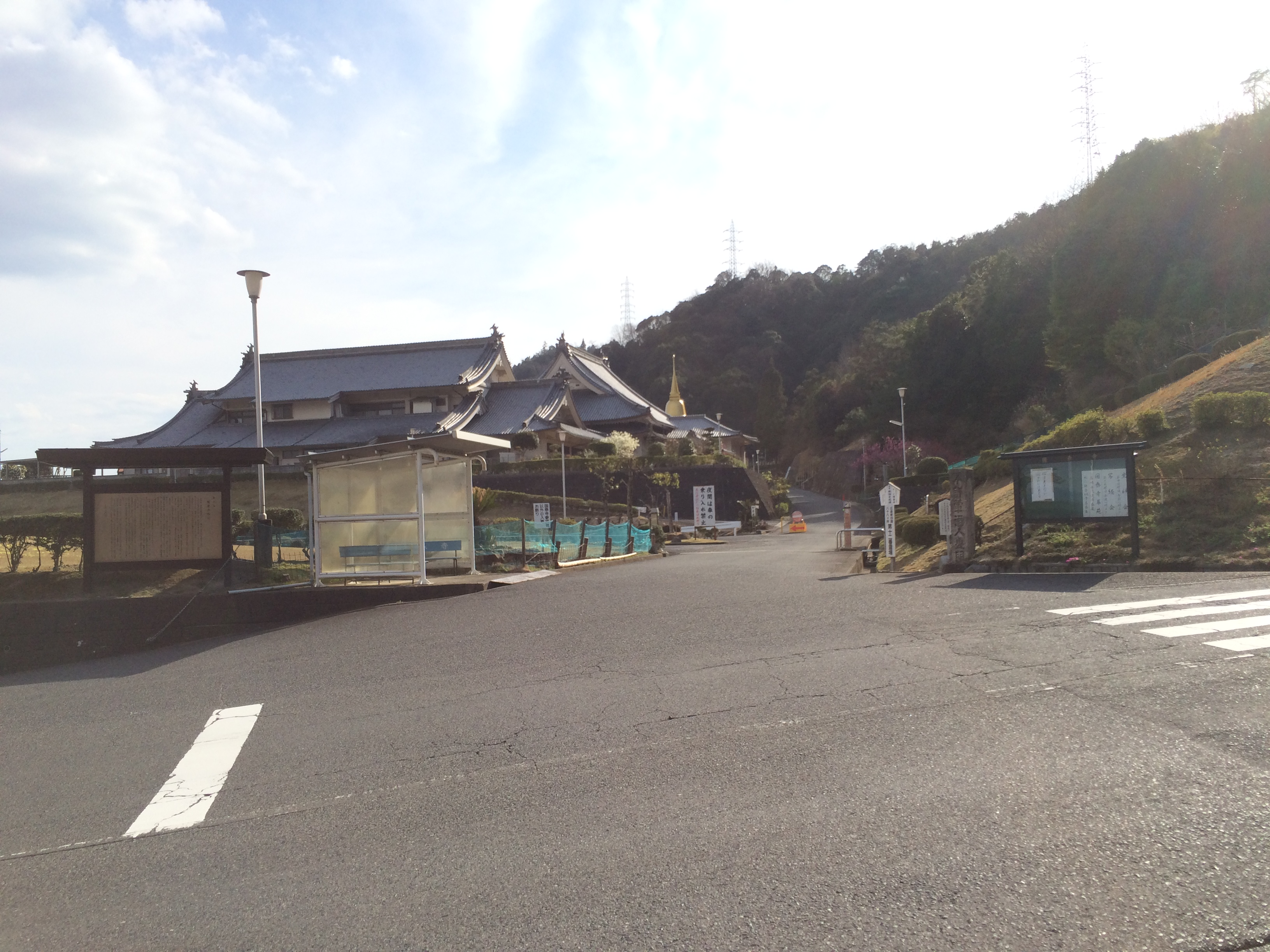
国泰寺

- 国泰寺（曹洞宗）
- 明星院（真言宗）
- 松栄寺（天台宗）
- 日通寺（法華宗）
- 正清院（浄土宗）

## 藩校

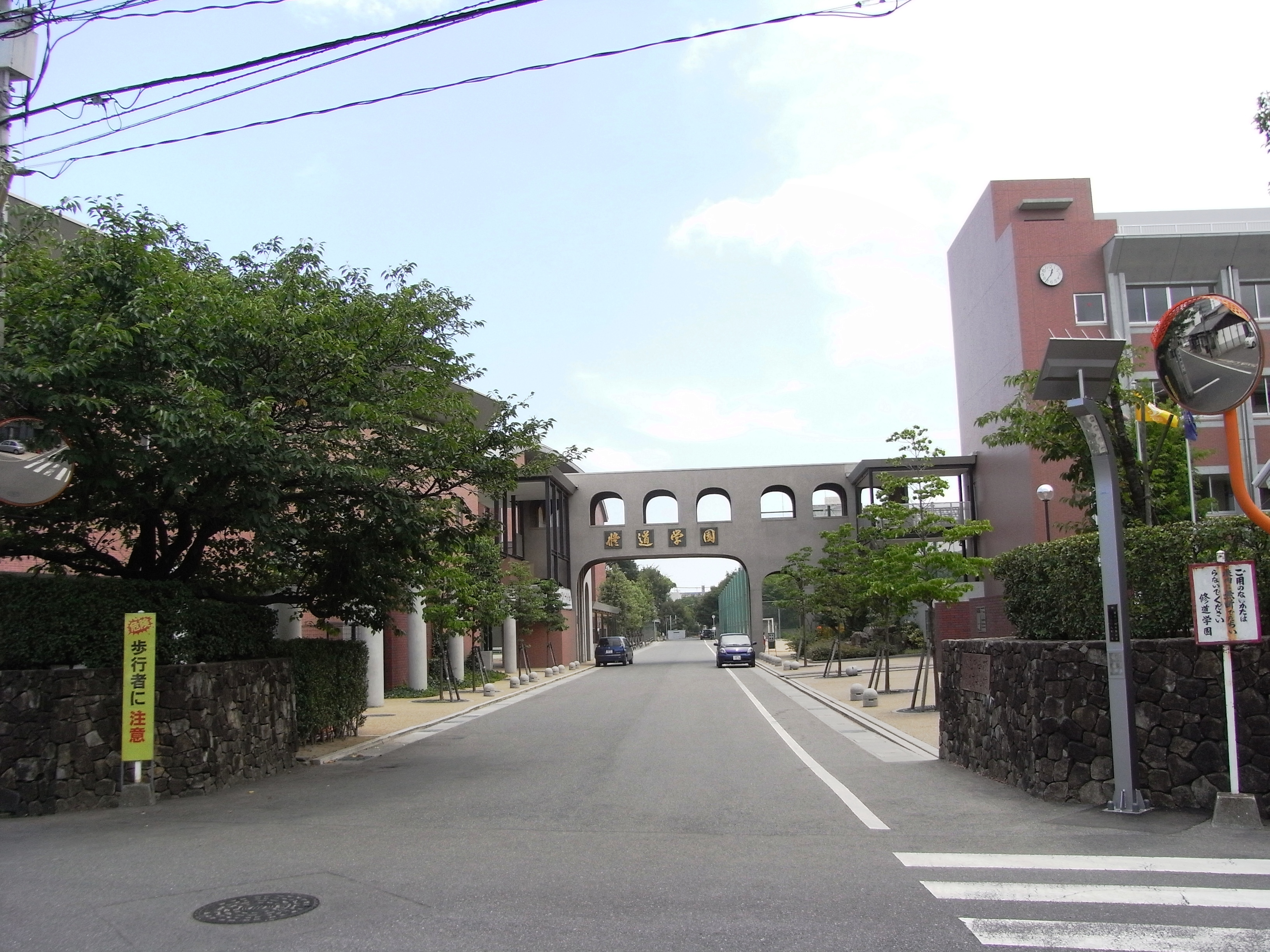
修道学園

享保10年（1725年）、広島藩の藩校として、白島稽古屋敷の一部を割いて「講学所」（現在の修道中学校・修道高等学校）が設立された。朱子学が藩学とされ、それを批判する山鹿流などの古学（聖学）は排斥されている。

## 幕末の領地
1869年（明治2年）に編入した広島新田藩領も含む。
- 安芸国一円
  - 沼田郡 - 42村
  - 安芸郡 - 48村
  - 佐伯郡 - 85村
  - 山県郡 - 74村
  - 高田郡 - 59村
  - 高宮郡 - 36村
  - 賀茂郡 - 90村
  - 豊田郡 - 88村
- 備後国
  - 御調郡 - 100村
  - 世羅郡 - 50村
  - 三谿郡 - 38村
  - 奴可郡 - 40村
  - 三上郡 - 18村
  - 三次郡 - 52村
  - 恵蘇郡 - 45村
  - 甲奴郡のうち - 8村（残部は中津藩領、倉敷代官所管轄の幕府領）

上記のほか、明治維新後に北見国常呂郡、釧路国網尻郡を管轄した。